# 于尔桑
于尔桑（法語：Ursins，法語發音：[yʁsɛ̃]）是瑞士联邦西部法语区的沃州下设的一个市镇。在行政上属于沃州北汝拉区管辖。于尔桑的总面积为3.35平方公里。截至2010年底，总人口为205。